# Revenge (2017)
Revenge (Brasil: Vingança ) é um filme de ação. suspense e terror de estupro e vingança da França de 2017, escrito e dirigido por Coralie Fargeat, estrelado por Matilda Lutz, Kevin Janssens, Vincent Colombe e Guillaume Bouchède. A trama segue uma jovem mulher que é agredida e deixada para morrer no deserto por três homens, onde ela se recupera e busca vingança contra seus agressores.
Revenge teve sua estreia mundial em 11 de setembro de 2017 no Festival de Toronto, como parte da seção Midnight Madness. O filme foi lançado nos cinemas na França em 7 de fevereiro de 2018 pela Rezo Films e recebeu elogios da crítica, com elogios ao roteiro, direção, cinematografia e performance de Lutz.

## Enredo
Jennifer (apelidada de "Jen") é uma socialite americana que está em um relacionamento secreto com seu vizinho casado, Richard. Os dois voam para a casa isolada de Richard no meio do deserto para um fim de semana juntos antes de sua viagem anual de caça com os amigos Stan e Dimitri; O piloto de helicóptero de Richard dá a ele um peiote de presente antes de ele partir. No entanto, Stan e Dimitri chegam um dia mais cedo, decepcionando Richard, que esperava manter Jen em segredo. Enquanto os três homens e Jen passam uma noite divertida bebendo e dançando, Richard diz a Jen para esconder o peiote de Stan e Dmitri; ela esconde no colar.
Na manhã seguinte, enquanto Richard está fora, Stan tenta convencer Jen a fazer sexo com ele, alegando que ela o procurara na noite anterior. Quando ela se recusa, ele a estupra. Dimitri vê o estupro ocorrer, mas escolhe ignorá-lo ativamente. Richard retorna, repreende Stan e oferece a Jen uma grande quantia em dinheiro para esquecer o incidente. Quando Richard se recusa a enviar Jen para casa e ela ameaça revelar a natureza do relacionamento deles com a esposa de Richard, ele a dá um tapa e ela foge para o deserto enquanto os três homens a perseguem, terminando em um penhasco sem saída. Richard finge chamar seu piloto para levar Jen para casa e a empurra de um penhasco, onde ela é empalada em uma árvore. Ela cai inconsciente e é deixada para morrer pelos três homens, que prometem voltar mais tarde, recuperar o corpo e continuar a caça como se nada tivesse acontecido.
Jen acorda e usa o isqueiro para incendiar a árvore em que está empalada, fazendo com que ela se quebre e permitindo que ela escape com um galho ainda preso no corpo. Ela vagueia pelo deserto, tentando evitar os três homens, que desde então perceberam que ela escapou e se separaram para procurar. Jen encontra Dimitri urinando em um rio e tenta atirar nele com sua própria espingarda, mas ela não está carregada. Dimitri ganha vantagem e tenta afogar Jen, mas ela pega a faca de caça e apunhala os dois olhos. Ele sangra no rio enquanto Jen pega seus suprimentos.
Jen se esconde em uma caverna e usa o peiote para se entorpecer antes de remover o galho e cauterizar a ferida com uma lata de cerveja de alumínio, marcando-se com o logotipo da fênix da cerveja. Depois de uma série de pesadelos dos homens caçando-a, Jen sai para encontrá-los primeiro. Depois que Richard e Stan descobrem e descartam o corpo de Dimitri, Richard ordena que Stan localize Jen em seu SUV. Stan fica sem gasolina enquanto está na mira de Jen, e Jen atira no ombro dele enquanto ele tenta reabastecer o tanque. Jen e Stan se envolvem em um tiroteio, no qual Stan atira no lóbulo da orelha de Jen com um rifle e Jen faz com que Stan pise em um grande pedaço de vidro ao quebrar a ponta de uma lanterna. Depois de retirar o pedaço de vidro do pé, Stan tenta atropelar Jen com o SUV. No entanto, Jen o mata com a espingarda de Dimitri e pega o carro para si mesma.
Richard volta para casa, liga para o helicóptero e toma um banho, mas ouve um barulho e procura Jen na propriedade. Ela o encontra assim que ele desiste e atira no estômago. Os dois se perseguem pela casa com espingardas, e Richard nocauteia Jen com sua espingarda. Ele tenta estrangulá-la, mas ela enfia a mão na ferida do estômago dele, forçando-o a largá-la. Jen recupera sua espingarda e atira em Richard no peito, matando-o. Jen ensanguentada, mas triunfante, sai de casa e se vira quando ouve o helicóptero se aproximar.

## Elenco
- Matilda Lutz como Jen
- Kevin Janssens como Richard
- Vincent Colombe como Stan
- Guillaume Bouchède como Dimitri
- Jean-Louis Tribes como Roberto

## Produção
A filmagem principal do filme começou em 6 de fevereiro e terminou em 21 de março de 2017. Foi filmado no deserto de Marrocos.

## Lançamento
O filme teve sua estreia mundial no Festival Internacional de Cinema de Toronto em 11 de setembro de 2017. Antes disso, Shudder adquiriu direitos de distribuição do filme. Mais tarde, foi revelado que Neon distribuiria o filme nos Estados Unidos, antes do seu lançamento no Shudder.
Em Toronto, os paramédicos tiveram que atender uma pessoa que sofreu um ataque epiléptico enquanto via uma cena em que o personagem tira um caco de vidro do pé, informou a imprensa local.
O filme foi lançado na França em 7 de fevereiro de 2018 pela Rézo Films. Foi lançado nos Estados Unidos em 11 de maio de 2018, em um lançamento limitado e por meio de vídeo sob demanda.
No Brasil, foi lançado pela Fênix Filmes nos cinemas em 7 de junho de 2018, e foi lançado em uma edição limitada e definitiva em blu-ray na Versátil Home Vídeo em 2021.

## Recepção
No agregador de críticas Rotten Tomatoes, o filme mantém um índice de aprovação de 92% com base em 129 avaliações, e uma classificação média de 7,53/10. O consenso crítico do site diz: "Revenge corta os gêneros, trabalhando dentro de uma estrutura de exploração e adicionando um toque feminista oportuno - mas nunca menos do que visceralmente emocionante". No Metacritic, tem uma pontuação média ponderada de 81 em 100, com base em 23 críticos.
A. O. Scott, do The New York Times chamou o filme de "brusco, sangrento e elegante, apesar de tudo, Revenge é uma síntese de exploitation e feminismo". Kevin Maher, do The Times, fornece uma crítica mais negativa: "Rotulado como 'filme feminista de estupro e vingança', ele pega todos os princípios tradicionais desse gênero mais dúbio e simplesmente os repete".